# Алеш Мандоус
Алеш Мандоус (чеш. Aleš Mandous; 21. април 1992) чешки је професионални фудбалер који тренутно наступа на позицији голмана за Сигму Оломоуц и репрезентацију Чешке.
Каријеру је почео 2012. у Викторији Плзењ, гдје је претходно провео десет година као јуниор. Пошто није одиграо ниједну утакмицу за клуб, послат је на позајмицу у Бохемијанс Праг, гдје је провео једну сезону. Године 2014, послат је на позајмицу у Бањик Мост, гдје је провео једну сезону. Одиграо је само једну утакмицу за Плзењ, након чега је, 2015. прешао је у Жилину, гдје је упоредо играо и за први и за други тим. За први тим Жилине, одиграо је седам утакмица, након чега је, 2018. прешао у Сигму Оломоуц.
У млађим селекцијама репрезентације, одиграо је само једну утакмицу за репрезентацију до 21 године, а за сениорску репрезентацију Чешке дебитовао је 2020. након чега је играо на Европском првенству 2020.

## Клупска каријера

### Викторија Плзењ
Професионалну каријеру почео је у Викторији Плзењ 2012, а једину утакмицу за клуб, одиграо је 23. марта 2013, у побједи од 1:0 против Храдеца Кралове, у четвртој рунди Купа Чешке, када је у игру ушао у другом полувремену.

### Бохемијанс Праг
Након што је дебитовао за Плзењ, послат је на позајмицу у Бохемијанс Праг, који се такмичио у Другој лиги Чешке. Одиграо је 18 утакмица, а клуб је испао у трећи ранг такмичења — лигу Бохемијанс.

### Бањик Мост
На љето 2014, отишао је на позајмицу у Бањик Мост, који се такође такмичио у Другој лиги. Одиграо је 18 утакмица, а клуб је испао из лиге.

### Жилина
У јуну 2015. потписао је двогодишњи уговор са Жилином, у коју је прешао као слободан играч. Дебитовао је 12. августа 2015, у побједи од 9:0 против Стражске у Купу Словачке. Одиграо је само двије утакмице у Суперлиги Словачке, након чега је играо за други тим. У сезони 2016/17. играо је и за први и за други тим, а у Суперлиги Словачке одиграо је само три утакмице, док је у сезони 2017/18. одиграо двије утакмице у лиги и двије утакмице у другој рунди квалификација за Лигу шампиона, у којем је Жилина испала од Копенхагена.

### Сигма Оломоуц
Године 2018. прешао је у Сигму Оломоуц. За клуб је дебитовао 27. априла 2019, у поразу 2:1 од Славије Праг, што му је била једина утакмица у сезони. У сезони 2019/20. одиграо је 14 утакмица у лиги, уз двије утакмице у баражу за опстанак.
У сезони 2020/21. био је стандардан, одиграо је 30 утакмица, а Сигма је завршила на деветом мјесту на табели.

## Репрезентативна каријера
На дан 4. јуна 2013, играо је једину утакмицу за репрезентацију до 21 године, у поразу 3:0 од Аустрије.
У септембру 2020. по први пут је позван у сениорску репрезентацију Чешке, за утакмицу у Лиги нација, против Шкотске 7. септембра. Због позитивних резултата на корона вирус на претходној утакмици, против Словачке, за утакмицу против Шкотске, морали су да буду замијењени сви играчи који су претходно играли. Дебитовао је против Шкотске, гдје је одиграо цијелу утакмицу, у поразу 2:1.
На дан 27. маја 2021. нашао се у тиму за Европско првенство 2020, које је због пандемије ковида 19 помјерено за 2021. На првенству, није улазио у игру, а Чешка је у првом колу групе Д побиједила Шкотску 2:0, са два гола Патрика Шика, док је у другом колу ремизирала 1:1 против Хрватске. У трећем колу изгубила је 1:0 од Енглеске и прошла је даље са трећег мјеста. У осмини финала побиједила је Холандију 2:0, док је у четвртфиналу изгубила 2:1 од Данске.

## Статистика каријере

### Репрезентација
Ажурирано након утакмице игране 7. септембра 2020.
| Репрезентација | Година | Наступи | Голови |
| -------------- | ------ | ------- | ------ |
| Чешка          |        |         |        |
| 2020.          | 1      | 0       |        |
| 2021.          | 0      | 0       |        |
| Укупно         | Укупно | 1       | 0      |

## Успјеси

### Клубови
Жилина
- Суперлига Словачке: 2016/17